# Теректы-Аулие
Теректы-Аулие (каз. Теректі әулие) — археологический памятник в Центральном Казахстане, сохранивший древнюю наскальную живопись. Святыня Теректы находится на расстоянии 85 км от города Жезказган и в 20 км от станции Теректы.

## Изучение
Открытие и начало изучения памятника связано с работой в 1946 году Центрально-Казахстанской археологической экспедиции. Краткие сведения о Теректы-Аулие имеются в работах Алькея Маргулана. 

## Описание

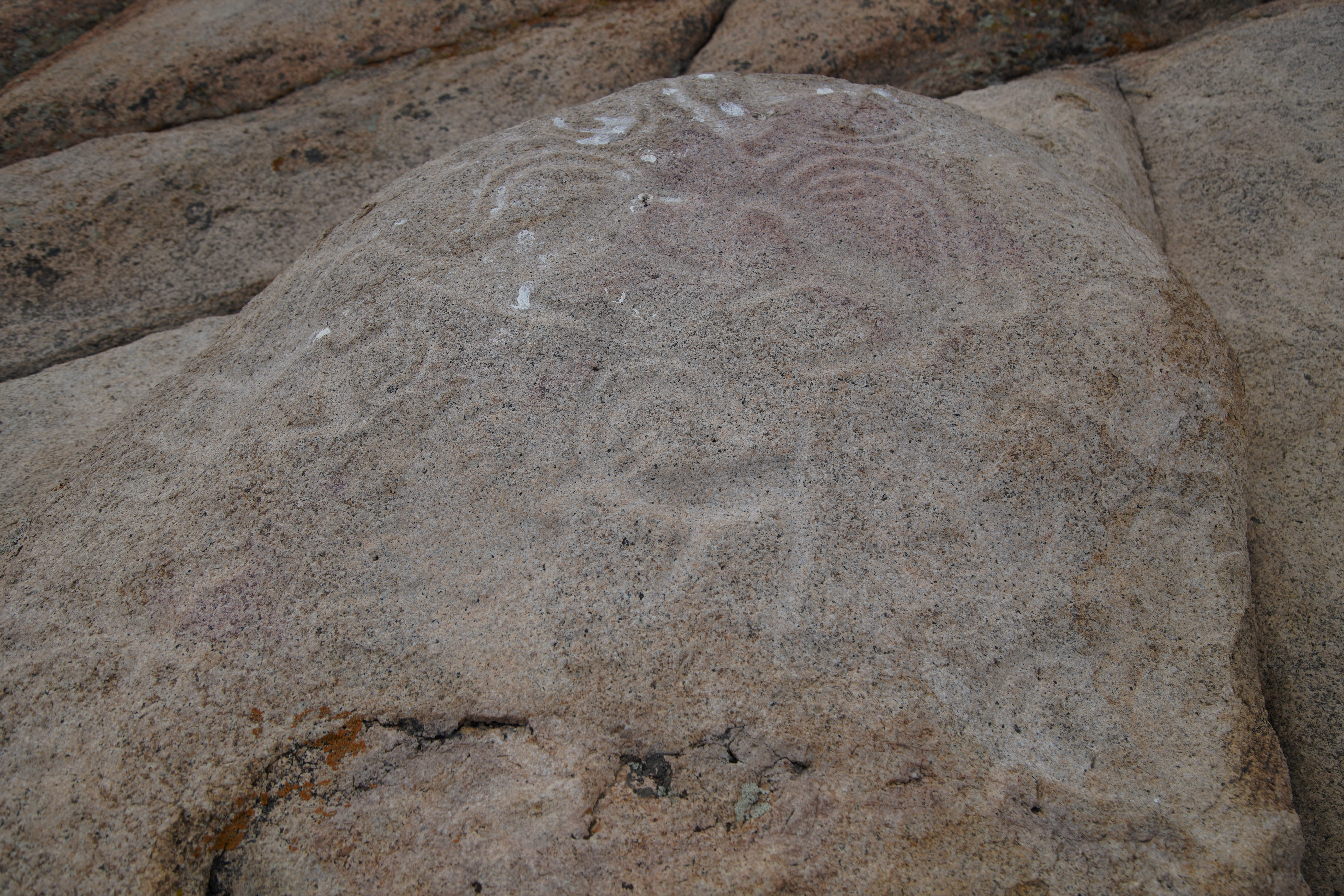
Изображения горных козлов

Основная масса петроглифов локализована на южных и юго-западных склонах скальных участков. Большинство изображений относятся к эпохе бронзы.
Также встречаются изображения конского копыта, единичные антропоморфные образы, символы в виде человеческой стопы.

## Легенды
По преданию, один святой старец дошел до Теректы, когда там ещё не было поселений людей. Он мучался от жажды, тело было в ссадинах и укусах насекомых. Где-то вдали показался большой тополь. В надежде укрыться в тени от жары, старец из последних сил пришёл к этому оазису. Рядом с деревом он увидел бьющий из земли родник, который утолил жажду. Умывшись, путник обнаружил, что все раны на его теле исчезли.